# Улан (Акмолинская область)
Улан (каз. Ұлан, до 2006 г. — Острогорка) — аул в Сандыктауском районе Акмолинской области Казахстана. Входит в состав Васильевского сельского округа. Код КАТО — 116439200.

## География
Аул расположен в юго-восточной части района, вдоль реки Коныр, в 50 км на юго-восток от центра района села Балкашино, в 6 км на юг от центра сельского округа села Васильевка.

### Улицы[4][5]
- ул. Айтеке би,
- ул. Ахмета Байтурсынулы,
- ул. Жастар,
- ул. Канай би,
- ул. Кенесары,
- ул. Ленина,
- ул. Мустафа Шокай,
- ул. Сейфуллина,
- ул. Толе би,

### Ближайшие населённые пункты
- село Васильевка в 6 км на севере,
- село Красносельское в 14 км на юге,
- аул Мадениет в 22 км на юго-западе.

## Население
В 1989 году население аула составляло 1190 человек (из них русских 42%, казахов 31%).
В 1999 году население аула составляло 776 человек (371 мужчина и 405 женщин). По данным переписи 2009 года, в ауле проживали 484 человека (233 мужчины и 251 женщина).
| Численность населения | Численность населения | Численность населения |
| 1989                  | 1999                  | 2009                  |
| --------------------- | --------------------- | --------------------- |
| 1190                  | ↘776                  | ↘484                  |